# Vol parabolique

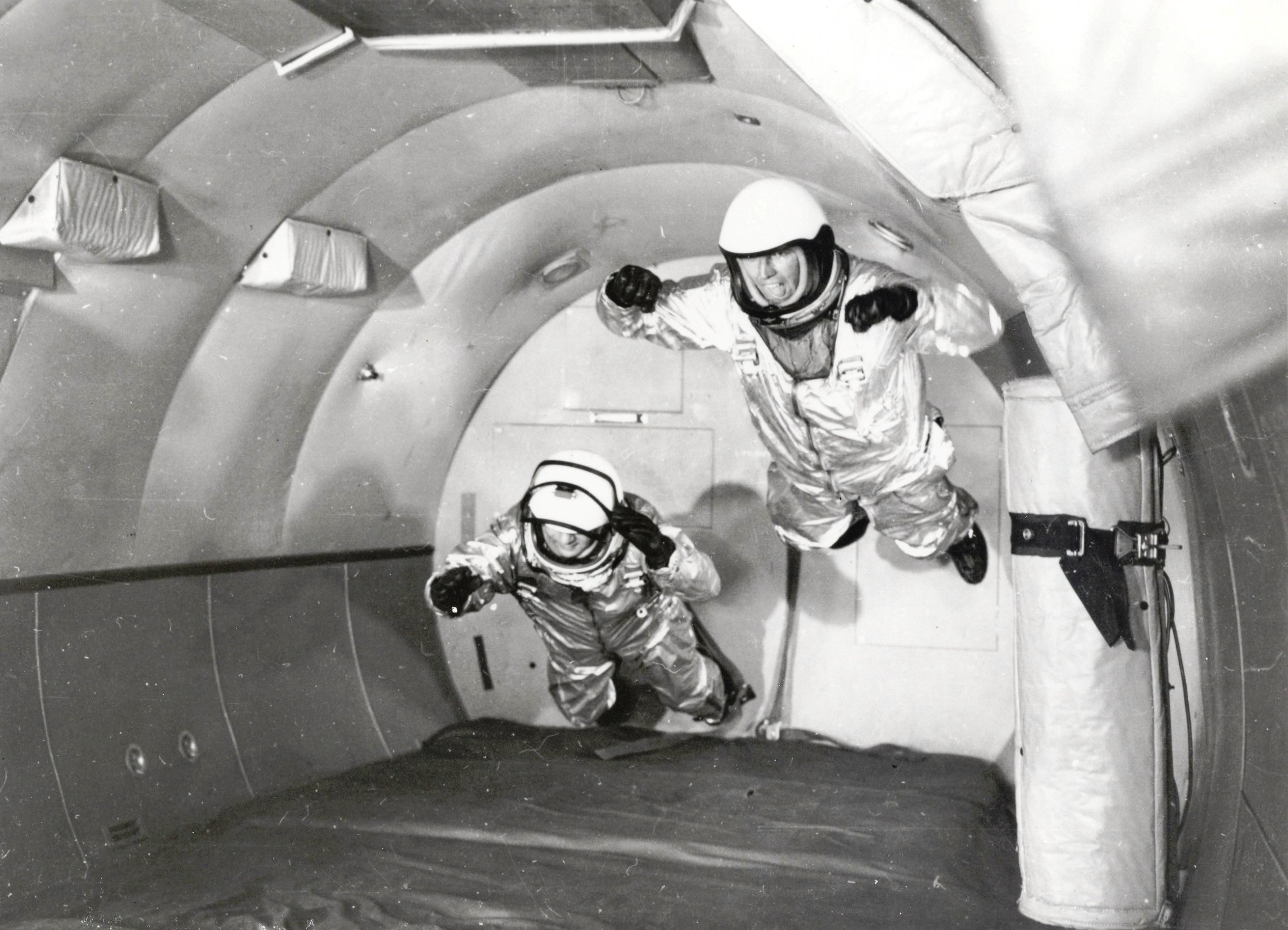
Astronautes du Programme Mercury sur un C-131 en vol parabolique, 1959.

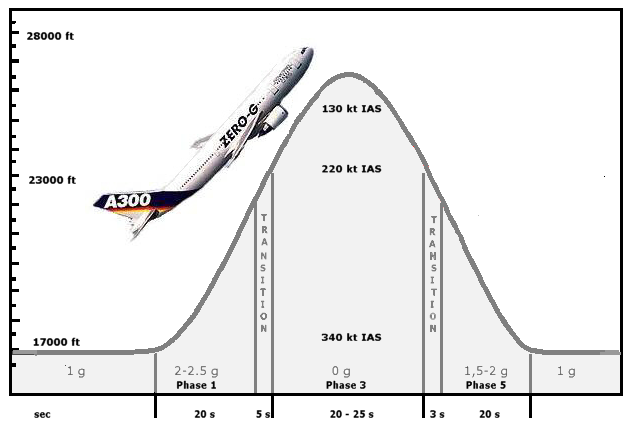
Les différentes phases d'un vol parabolique.

Le vol parabolique est un moyen de créer une situation de micropesanteur pendant une vingtaine de secondes. C'est un moyen relativement moins coûteux que les autres et permettant l'utilisation de matériel de laboratoire. En outre, il permet d'embarquer les expérimentateurs avec leurs expériences, ce qui est impossible en tour de chute ou dans les stations orbitales par exemple. Les inconvénients sont la faible durée, la qualité (0,01 g d'accélération résiduelle).
Pour le vol parabolique, on parle de situation de micropesanteur.

## Principe
Un objet est soumis à l'impesanteur lorsque l'ensemble des forces gravitationnelles et inertielles auxquelles il est soumis possède une résultante et un moment résultant nuls. Si l'on néglige les forces de frottements, un solide se déplace vers le centre de la terre avec une accélération selon le carré du temps en seconde indépendamment de sa masse. Cette situation est aussi appelée chute libre. Dans un référentiel galiléen, cela signifie qu'un objet en chute libre accélère en fonction du temps et du corps qui l'attire comme celle d'une planète par exemple. 
Le principe du vol parabolique est de reproduire une trajectoire la plus proche possible de la parabole décrite par un objet lancé à la vitesse de l'avion, afin que les expériences situées à l'intérieur de l'avion soient en état de micropesanteur. Il faut un pilotage fin qui nécessite trois pilotes[réf. nécessaire], l'un agissant sur le tangage (pilotage de l'assiette), l'autre maintenant l'inclinaison nulle (axe de roulis) tandis que le dernier contrôle le régime moteur et vérifie les paramètres de vol.

## Trajectoire et phases des parcours paraboliques[1]
Pour chacune des quinze paraboles parcourues :

### Premier trajet horizontal
L'avion se positionne tout d'abord similairement à un vol commercial de voyage, à une altitude d'environ 6 000 mètres à vitesse constante de 800 km/h.
Dix minutes au plus tard avant la première parabole, les participants sont invités à quitter leur siège pour rejoindre la zone expérimentale recouverte de tapis mousse, de « free-floating »). Les annonces informent le décompte à rebours avant l'injection.

### Propulsion à0,8gvers le haut (passagers à1,8g)
L'avion effectue une phase de propulsion en se cabrant vers le haut, puis en s'inclinant de plus en plus, procurant ainsi une accélération positive constante d'environ 0,8 g, soit 8 m/s2, appelée « ressource », durant environ 20 secondes de montée. 
Les passagers et le matériel sont en hyperpesanteur, très alourdis à une force de 1,8 g, pesant 1,8 fois leur poids par rapport au sol de l'avion et tenus ou « collés » sur le plancher de l'avion par la force centrifuge due à l'augmentation continuelle d'inclinaison. Il leur est conseillé de rester assis voire allongés, la position debout étant presque impossible sans fléchir les jambes, en maintenant la tête droite pour éviter l'écœurement du « mal des transports ».
Le pilote annonce l'inclinaison de 30°, puis 40° et enfin « injection » vers 47°.

### Apesanteur en chute libre (passagers à0g)
Ayant atteint un angle d'environ 47°, subitement l'avion coupe les gaz, puis les remet progressivement vers le bas pour compenser le freinage de l'air en restant à 0 g (en chute libre), durant une phase d'airtime en « micropesanteur », proche de l'apesanteur, durant environ 25 secondes, correspondant à 12 secondes de chute libre en montée, puis 12 secondes de chute libre en descente. C'est la phase d'injection. Puis le pilote annonce de nouveau 20°, 30°, puis « ressource ».
Les passagers sont allégés à 0 g (d'où l'appellation « avion zéro g ») et de poids nul, par rapport à l'avion et se mettent à flotter à l'intérieur, en quittant le sol à la moindre impulsion d'élan par leur bras ou jambes. Les passagers peuvent s'amuser aussi à tourner sur eux-mêmes, ou diverses autres expériences liées aux sensations fortes de ces airtimes prolongés. Plusieurs expériences d'apesanteur sont réalisées, la première étant bien sûr celle d'un liquide sortant d'un verre se mettant en boule par force capillaire, en l'avalant ensuite.
Une campagne consiste en quinze paraboles et dure trois heures. La première simule la pesanteur martienne à environ 0,38 g, la seconde la pesanteur lunaire à environ 0,165 g (le 1/6e de la pesanteur terrestre)[réf. souhaitée] et les treize suivantes proches de 0 g.

### Retour vers l'horizontale à0,8gvers le haut (passagers à1,8g)
Avant cette phase, les passagers sont prévenus de rejoindre le plancher de l'appareil afin d'éviter le choc éventuel d'une chute de toute la hauteur.
L'avion remet les gaz vers le haut en effectuant une nouvelle phase de propulsion d'accélération positive constante d'environ 0,8 g, soit 8 m/s2, durant environ vingt secondes de freinage de descente, afin de poursuivre sa trajectoire horizontalement avant la parabole suivante. Les passagers et le matériel sont de nouveau alourdis à une force de 1,8 g, pesant 1,8 fois leur poids par rapport au sol de l'avion.

### Transition horizontale
À la fin de la « ressource », le pilote annonce « une minute », temps total approximatif de toute la parabole.
L'avion a alors repris une trajectoire horizontale sans accélération, permettant de laisser un laps de temps de « trêve » de repos aux passagers entre chaque parabole. Celle-ci est d'environ cinq minutes.

### Trajectoire formant des paraboles
Si l'on considère que la composante horizontale de la vitesse de l'avion est constante, y compris durant toutes ses accélérations verticales, la trajectoire décrite est donc similaire à celle de la courbe d'un corps en accélération constante au cours du temps. Verticalement, en positif comme en négatif, la vitesse augmente donc proportionnellement au temps et le trajet parcouru augmente proportionnellement au carré du temps.
La courbe du trajet vertical en fonction du temps et donc aussi la trajectoire décrivent donc pour chacune des phases une parabole incurvée vers le haut lors des deux accélérations positives à +0,8 g, et une double parabole incurvée vers le bas avec un sommet lors de l'accélération négative à −1 g, d'où l'appellation de « vol parabolique ».
La composante horizontale de la vitesse reste à peu près constante durant toute la phase à 0 g, soit environ 370 km/h.
Par contre, durant les propulsions à 1,8 g, la composante horizontale de la vitesse n'est pas constante, afin de maintenir les passagers sur le sol de l'avion sans glisser vers le fond lorsque l'avion est incliné, grâce à la force centrifuge due à la forme incurvée de la parabole qui s'ajoute à une décélération augmentant au cours de l'inclinaison : en effet, la vitesse linéaire (horizontale) au départ et à la fin de la parabole est de 825 km/h, puis décroit durant le cabrage de l'avion, n'étant plus que de 530 km/h à inclinaison maximale de 45°, la composante horizontale étant de (530 * sinus 45°) = 370 km/h. 
L'avion passe en phase de 0 g, la vitesse linéaire décroissant, et celle horizontale restant à 370 km/h tout en réduisant naturellement son inclinaison jusqu'au sommet de la parabole (vitesse verticale devenue nulle), puis s'incline naturellement de plus en plus vers le bas. La vitesse linéaire réaugmente jusqu'à 530 km/h à son inclinaison maximale de 45° vers le bas, tout en conservant une vitesse horizontale de 370 km/h. 
L'avion remettant les gaz, les passagers inclinés à 45° sont de nouveau soumis à une force positive constamment perpendiculaire à l'avion leur évitant de glisser vers le fond, en raison de la force centrifuge de la forme incurvée de la parabole, ajoutée à une accélération de l'avion repassant progressivement de 530 à 825 km/h, jusqu'à ce que l'inclinaison repasse à 0°.
La courbe est donc plus aplanie en bas qu'une parabole, et l'avion effectue donc horizontalement une décélération durant la montée et accélération durant la descente, cette force permettant justement d'être centrifuge pour permettre aux passagers d'être soulevés perpendiculairement au sol malgré l'inclinaison.
Dans la pratique, pour obtenir les accélérations désirées, les pilotes possèdent un accéléromètre d'indication afin qu'ils maintiennent l'avion à 1,8 g par rapport au sol  puis à 0 g au cours de leur trajectoire.
Contrairement aux parachutistes durant leur chute, l'avion continue de cabrer à 0 g malgré la résistance de l'air arrivé à une certaine vitesse négative, en compensant par des gaz accélérant l'avion vers le bas. Les passagers n'ont quant à eux pas de résistance de l'air puisqu'ils sont à l'intérieur de l'avion pressurisé.
Ces chiffres sont indicatifs de valeur moyenne, car si le principe parabolique de la trajectoire reste identique, selon les avions toutes ces valeurs diffèrent un peu.
Certains « top hat » de montagnes russes, ont été profilés de manière ressemblante proche d'une double parabole pour procurer aux passagers des accélérations aux sensations similaires, en tenant compte aussi de la réduction de vitesse au sommet de la bosse.

### Vitesses et altitudes atteintes[2]
L'altitude de l'avion à l'horizontale est d'environ 6 300 mètres (vitesse verticale = 0). Lors de sa première propulsion de ressource vers le haut à 0,8 g, soit environ 8 m/s2, sa vitesse verticale atteint donc v = 8 t = 160 m/s, en pratique environ 590 km/h et il s'est élevé de h = 4 t² = 1 600 à 2 000 m, étant en pratique vers 7 700 mètres.
Débute la phase de 20 à 25 s en apesanteur : durant les douze premières secondes, l'avion décélère en montée de −1 g, et sa vitesse de montée se réduit jusqu'à 0, atteignant un sommet de hauteur environ 8 700 mètres, puis poursuit son accélération de −1 g cette fois en chute libre en descente.
La perte d'altitude étant proportionnelle au carré du temps (h = 5 t²), c'est la raison pour laquelle par sécurité, cette deuxième moitié à zéro g est limitée à environ douze secondes aussi, l'avion remettant ensuite les gaz de propulsion vers le haut freinant la descente jusqu'à retrouver l'altitude horizontale de départ, la hauteur totale de chaque parabole parcourue par l'avion étant donc d'environ 2 400 mètres.

## Centre national d'études spatiales (CNES)

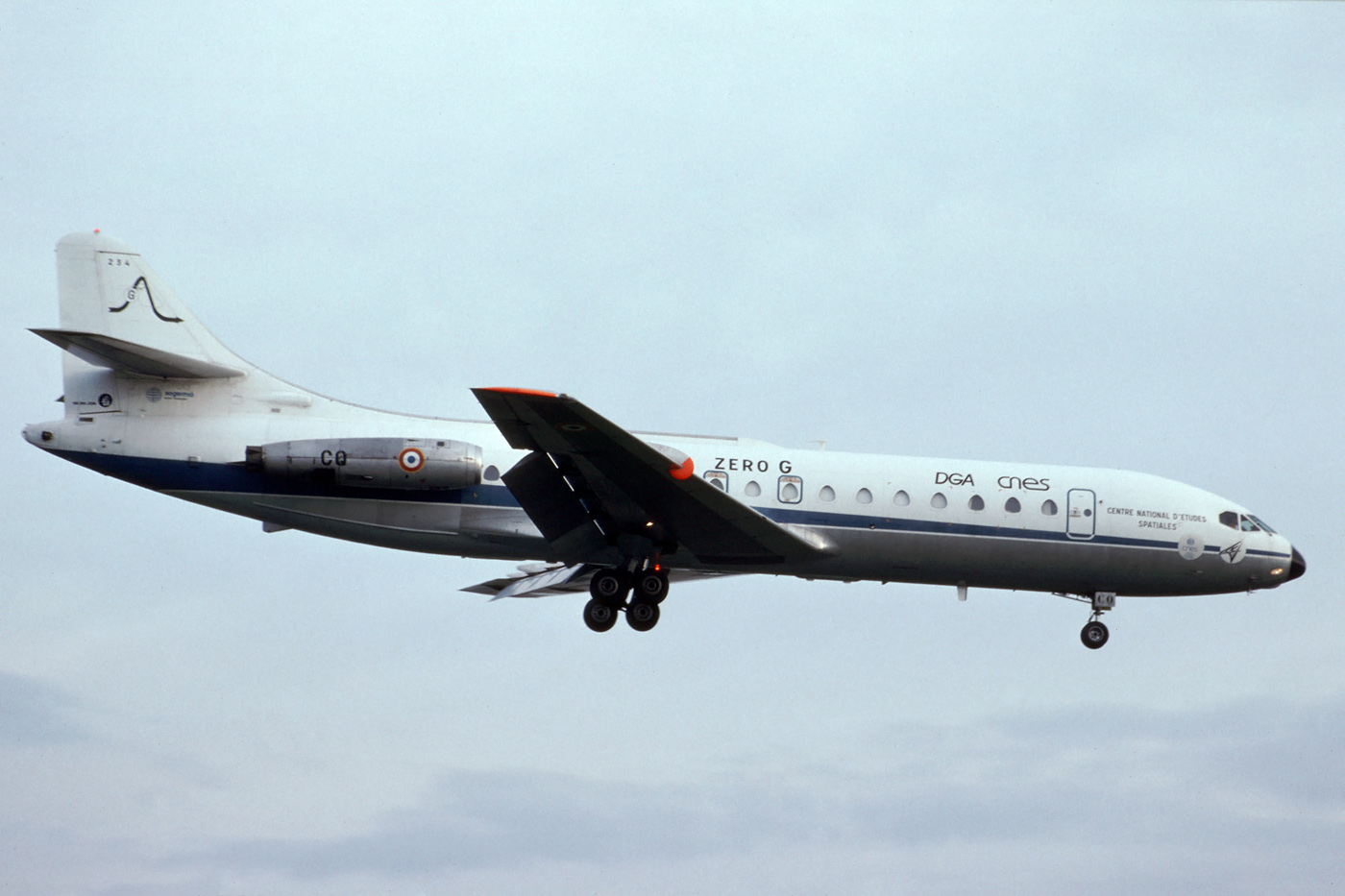
F-ZACQ, SE210 Caravelle VI-R MSN234, à Brétigny-sur-Orge en 1992.

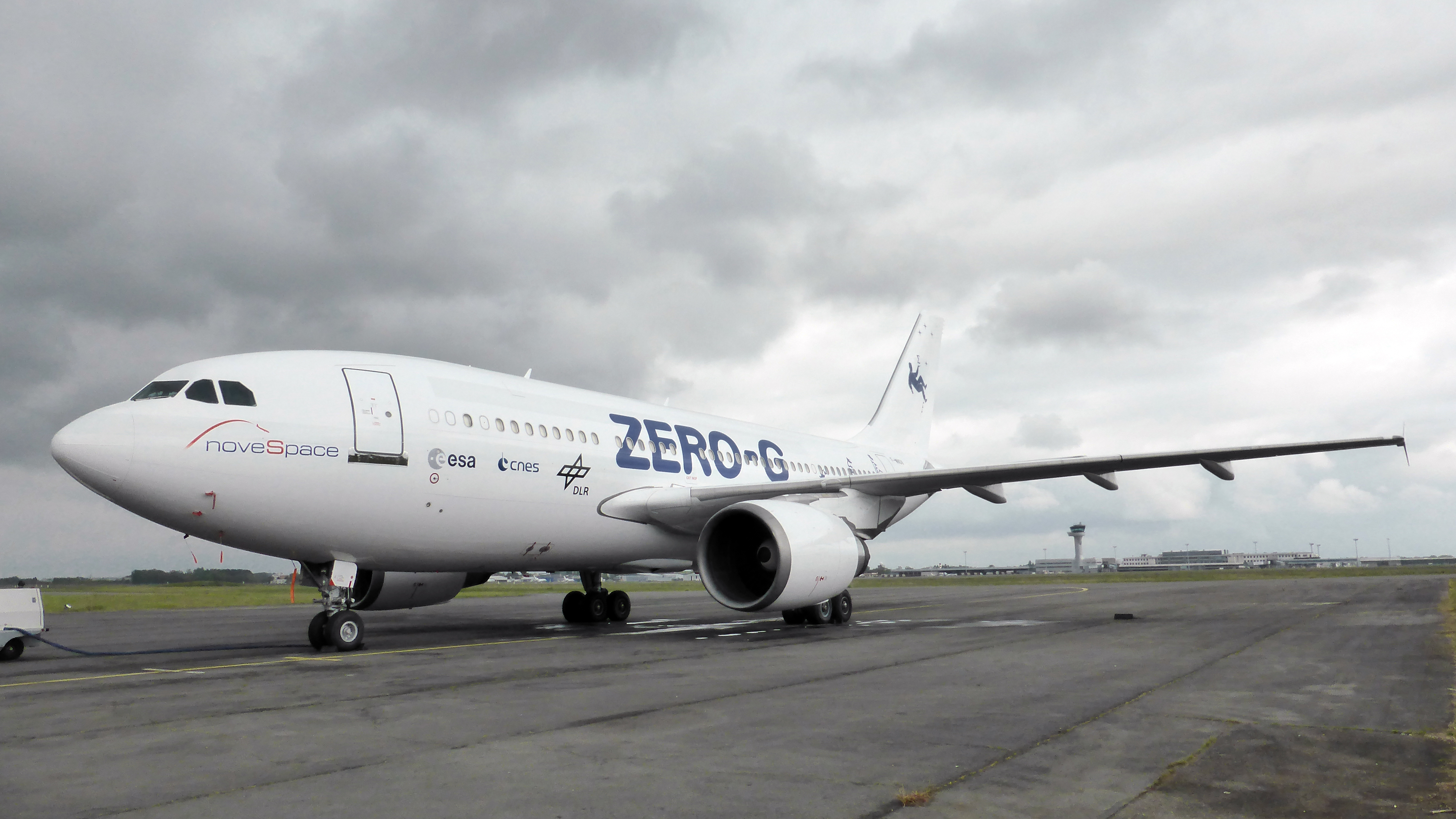
F-WNOV, A310-304 ZERO-G MSN498, à Bordeaux en avril 2015.

En France, le CNES est responsable de l'organisation de campagnes de vols paraboliques depuis 1989. La filiale Novespace a été fondée en 1986, afin de développer l'expérimentation en impesanteur en Europe.
L'avion utilisé est tout d'abord une Caravelle jusqu'en 1995. Un Airbus A300 immatriculé F-BUAD la remplace dès 1997. Il est appelé A300 ZERO-G. Après dix-sept ans de carrière et plus de 13 000 paraboles, il est remplacé en 2014 par un A310-304. immatriculé F-WNOV puis F-HNOV effectue, après sa conversion en Allemagne, son premier vol parabolique le 5 mai 2015.
Depuis 2013, des vols paraboliques sont proposés au grand public. Ils sont réalisés par Novespace, filiale du CNES, depuis l'aéroport de Bordeaux - Mérignac à une quarantaine de passagers chaque trimestre environ. Ils sont commercialisés sous la marque Air Zero G, en partenariat avec la société Avico.
Jean-François Clervoy était PDG de Novespace jusqu'en 2019. Lui et Jean-Pierre Haigneré ont été à l'origine du programme des vols paraboliques en Europe. Thierry Gharib lui a succédé en qualité de PDG en 2019.
Au CNES, l'activité est sous la responsabilité de Sébastien Rouquette, ingénieur chargé de développement d'expériences en impesanteur au sein du CADMOS.

## Sûreté
Les vols paraboliques sont effectués depuis soixante-dix ans dans le monde. Sur les centaines de milliers de paraboles, aucun accident n'est à déplorer. Ils peuvent être effectués à partir de l'âge de 8 ans, et le passager le plus âgé a été Buzz Aldrin. Par contre, un bon état de santé est nécessaire, avec un certificat médical d'un cardiologue après tests. Des chats et souris ont effectué l'expérience à bord.
Pour éviter le mal des transports, un médicament voire une piqûre anti-nausée peuvent être administrés préalablement.

## Intérêts scientifiques
La micropesanteur permet de révéler des phénomènes habituellement masqués par la gravité sur Terre. Le vol parabolique est donc utilisé pour des expériences de physique des matériaux, biologie, chimie, astrophysique ou physiologie, grâce aux conséquences immédiates de la micropesanteur, à savoir une absence de :
- pression hydrostatique ;
- convection ;
- poussée d’Archimède ;
- sédimentation.

Elle présente aussi l'amplification des phénomènes de :
- lévitation ;
- capillarité.

## Autres possibilités d'apesanteur
D'autres moyens usuels pour simuler ou bénéficier de la micropesanteur peuvent être :
- la tour d'impesanteur ;
- la fusée-sonde (tir balistique) ;
- le module réutilisable ;
- le laboratoire permanent ;
- les navettes spatiales

## Personnalités ayant effectué un vol parabolique
De nombreuses personnalités ont eu l'occasion d'effectuer déjà l'expérience d'un vol parabolique[Qui ?]. Des étudiants universitaires ont aussi eu l'occasion d'effectuer ce vol. Certains mariages ont eu lieu pendant un vol[réf. nécessaire]. Plusieurs séquences de films spatiaux (science-fiction...) y ont été tournées[Lesquelles ?].